# Saint-Clair-sur-Galaure
Pour les articles homonymes, voir Saint-Clair et Galaure (homonymie).
Saint-Clair-sur-Galaure est une commune française située dans le département de l'Isère en région Auvergne-Rhône-Alpes.
Autrefois rattachée à la province royale du Dauphiné, la paroisse est devenue une commune sous la Révolution. Elle est depuis 2014 adhérente à la Communauté de communes Bièvre Isère. Les habitants de la commune sont dénommés les Saint-Clairois.

## Géographie

### Situation et description
Le territoire de Saint-Clair-sur-Galaure, limitrophe du département de la Drôme, est situé dans le nord-ouest du département de l'Isère, au sud de Bourgoin-Jallieu et non loin de la ville de Beaurepaire

### Climat
Pour des articles plus généraux, voir Climat d'Auvergne-Rhône-Alpes et Climat de l'Isère.
En 2010, le climat de la commune est de type climat des marges montargnardes, selon une étude du Centre national de la recherche scientifique s'appuyant sur une série de données couvrant la période 1971-2000. En 2020, Météo-France publie une typologie des climats de la France métropolitaine dans laquelle la commune est exposée à un climat de montagne ou de marges de montagne et est dans la région climatique Moyenne vallée du Rhône, caractérisée par un bon ensoleillement en été (fraction d’insolation > 60 %), une forte amplitude thermique annuelle (4 à 20 °C), un air sec en toutes saisons, orageux en été, des vents forts (mistral), une pluviométrie élevée en automne (250 à 300 mm).
Pour la période 1971-2000, la température annuelle moyenne est de 11,2 °C, avec une amplitude thermique annuelle de 17,3 °C. Le cumul annuel moyen de précipitations est de 1 006 mm, avec 9,3 jours de précipitations en janvier et 6,2 jours en juillet. Pour la période 1991-2020, la température moyenne annuelle observée sur la station météorologique de Météo-France la plus proche, « Saint-Christophe-L_sapc », sur la commune de Saint-Christophe-et-le-Laris à 8 km à vol d'oiseau, est de 11,9 °C et le cumul annuel moyen de précipitations est de 1 004,4 mm,. Pour l'avenir, les paramètres climatiques de la commune estimés pour 2050 selon différents scénarios d'émission de gaz à effet de serre sont consultables sur un site dédié publié par Météo-France en novembre 2022.

### Hydrographie
Le territoire communal est traversé par la Galaure, une petite rivière provenant de le plateau de Chambaran, tout proche et un de ses affluents, le Galaveyson.

### Voies de communication
Le territoire communal est traversé par la route départementale 20 (RD20) selon un axe est-ouest.

## Urbanisme

### Typologie
Au 1er janvier 2024, Saint-Clair-sur-Galaure est catégorisée commune rurale à habitat dispersé, selon la nouvelle grille communale de densité à sept niveaux définie par l'Insee en 2022.
Elle est située hors unité urbaine et hors attraction des villes,.

### Occupation des sols
L'occupation des sols de la commune, telle qu'elle ressort de la base de données européenne d’occupation biophysique des sols Corine Land Cover (CLC), est marquée par l'importance des forêts et milieux semi-naturels (58 % en 2018), une proportion sensiblement équivalente à celle de 1990 (57,9 %). La répartition détaillée en 2018 est la suivante : 
forêts (46 %), zones agricoles hétérogènes (20 %), prairies (12,8 %), milieux à végétation arbustive et/ou herbacée (12 %), terres arables (7,5 %), eaux continentales (1,7 %). L'évolution de l’occupation des sols de la commune et de ses infrastructures peut être observée sur les différentes représentations cartographiques du territoire : la carte de Cassini (XVIIIe siècle), la carte d'état-major (1820-1866) et les cartes ou photos aériennes de l'IGN pour la période actuelle (1950 à aujourd'hui).

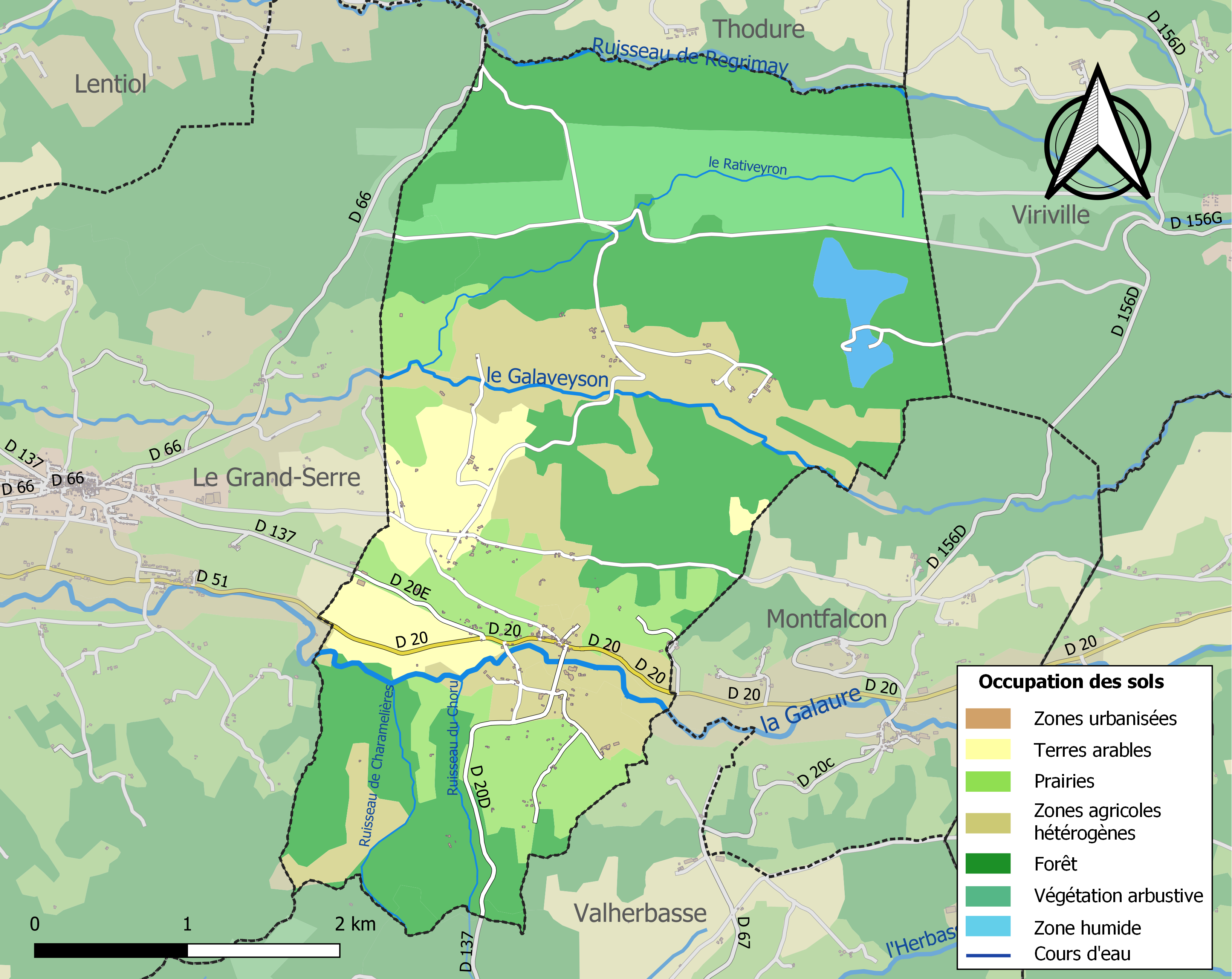
Carte des infrastructures et de l'occupation des sols de la commune en 2018 (CLC).

### Risques naturels et technologiques

#### Risques sismiques
L'ensemble du territoire de la commune de Saint-Clair-sur-Galaure est situé en zone de sismicité no 3, comme la plupart des communes de son secteur géographique.
| Type de zone | Niveau            | Définitions (bâtiment à risque normal) |
| ------------ | ----------------- | -------------------------------------- |
| Zone 3       | Sismicité modérée | accélération = 1,1 m/s2                |

## Politique et administration

### Liste des maires
| Période                                  | Période  | Identité        | Étiquette | Qualité     |
| ---------------------------------------- | -------- | --------------- | --------- | ----------- |
| avant 1988                               | ?        | Michel Augé     |           |             |
| mars 2001                                | 2008     | Claude Fouyat   |           | Retraité    |
| mars 2014                                | 2020     | Yannick Bret    | SE        | Agriculteur |
| 2020                                     | En cours | Kirsten Clerino |           |             |
| Les données manquantes sont à compléter. |          |                 |           |             |

## Population et société

### Démographie
L'évolution du nombre d'habitants est connue à travers les recensements de la population effectués dans la commune depuis 1793. Pour les communes de moins de 10 000 habitants, une enquête de recensement portant sur toute la population est réalisée tous les cinq ans, les populations de référence des années intermédiaires étant quant à elles estimées par interpolation ou extrapolation. Pour la commune, le premier recensement exhaustif entrant dans le cadre du nouveau dispositif a été réalisé en 2005.

En 2022, la commune comptait 261 habitants, en évolution de −7,12 % par rapport à 2016 (Isère : +3,07 %, France hors Mayotte : +2,11 %).
| 1793 | 1800 | 1806 | 1821 | 1831 | 1836 | 1841 | 1846 | 1851 |
| ---- | ---- | ---- | ---- | ---- | ---- | ---- | ---- | ---- |
| 524  | 601  | 683  | 659  | 564  | 546  | 536  | 582  | 560  |

| 1856 | 1861 | 1866 | 1872 | 1876 | 1881 | 1886 | 1891 | 1896 |
| ---- | ---- | ---- | ---- | ---- | ---- | ---- | ---- | ---- |
| 506  | 458  | 442  | 467  | 540  | 490  | 470  | 455  | 427  |

| 1901 | 1906 | 1911 | 1921 | 1926 | 1931 | 1936 | 1946 | 1954 |
| ---- | ---- | ---- | ---- | ---- | ---- | ---- | ---- | ---- |
| 412  | 407  | 328  | 276  | 296  | 269  | 269  | 270  | 254  |

| 1962 | 1968 | 1975 | 1982 | 1990 | 1999 | 2005 | 2006 | 2010 |
| ---- | ---- | ---- | ---- | ---- | ---- | ---- | ---- | ---- |
| 279  | 230  | 203  | 228  | 249  | 248  | 257  | 255  | 272  |

| 2015 | 2020 | 2022 | - | - | - | - | - | - |
| ---- | ---- | ---- | - | - | - | - | - | - |
| 280  | 263  | 261  | - | - | - | - | - | - |

### Enseignement
La commune est rattachée à l'académie de Grenoble.

### Équipements culturels et sportifs
Studio d'enregistrement professionnel pour toute forme de production musicale. STUDIO SONIC (Route de la Vallée)

### Médias
Historiquement, le quotidien à grand tirage Le Dauphiné libéré consacre, chaque jour, y compris le dimanche, dans son édition du Nord-Isère, un ou plusieurs articles à l'actualité du canton et quelquefois de la commune, ainsi que des informations sur les éventuelles manifestations locales, les travaux routiers, et autres événements divers à caractère local.

### Cultes
La communauté catholique de Saint-Clair-sur-Galaure et son église (propriété de la commune) relève de la paroisse Saint Pierre des Chambarands qui regroupe huit église de la région et une abbaye, située dans la commune. Cette paroisse est rattachée au Diocèse de Grenoble-Vienne.

## Culture et patrimoine

### Lieux et monuments

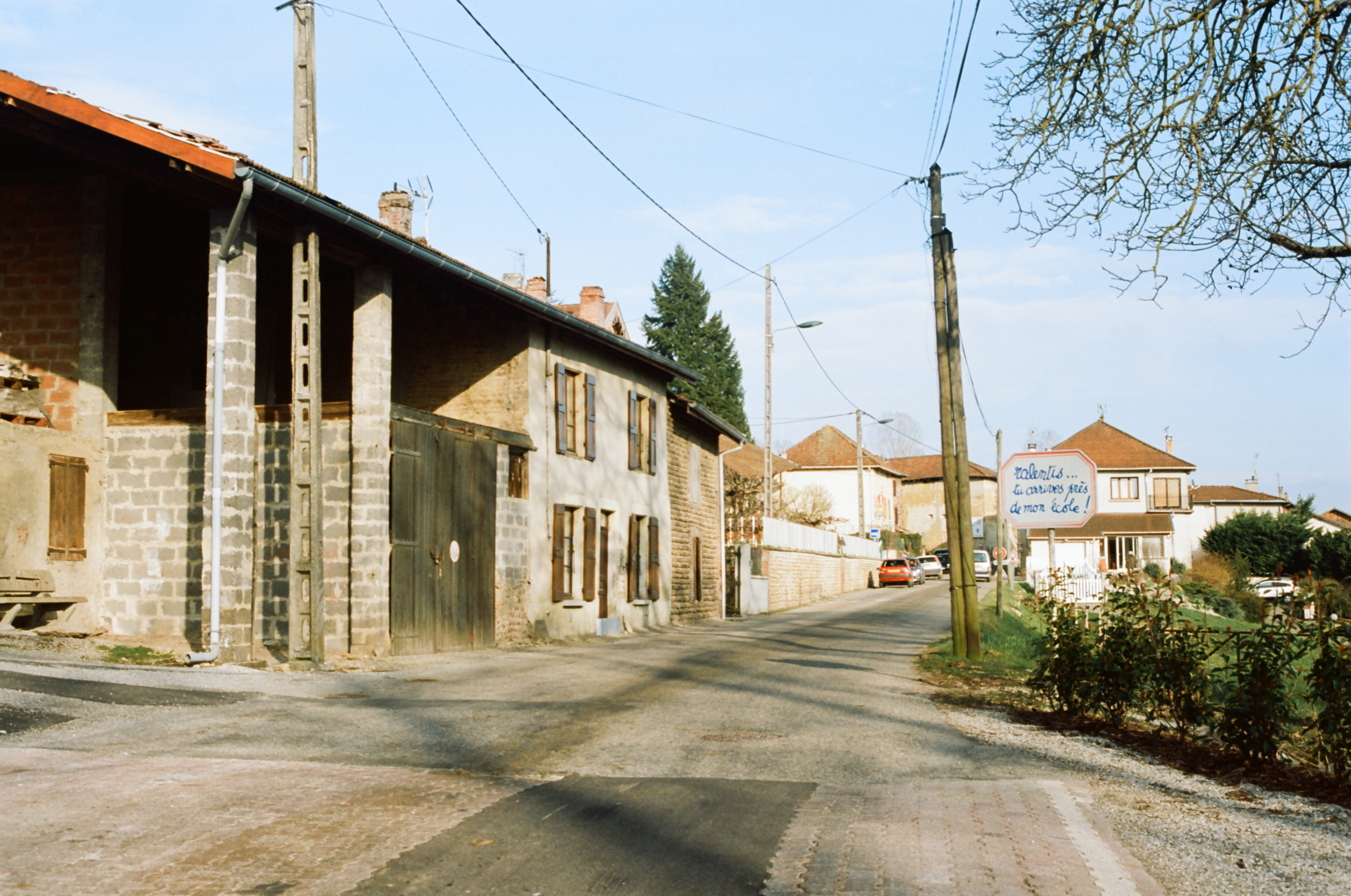
Village moderne de Saint-Clair-sur-Galaure

- Église Saint-Clair de Saint-Clair-sur-Galaure

### Héraldique
|  | Saint-Clair-sur-Galaure possède des armoiries dont l'origine et le blasonnement exact ne sont pas disponibles. |